# Liste du patrimoine immobilier classé de Thuin
Cette page regroupe l'ensemble du patrimoine immobilier classé de la ville belge de Thuin.
| Objet | Année de construction / Architecte | Adresse                | Section communale | Coordonnées                      | Numéro d’inventaire | Illustration |
| --- | ---------------------------------- | ---------------------- | ----------------- | -------------------------------- | ------------------- | --- |
| Beffroi |                                    | Rue Albert Ier         | Thuin             | 50° 20′ 23″ nord, 4° 17′ 12″ est | 56078-CLT-0001-01   | Beffroi |
| Maison espagnole (façade), Grand-Rue, n°21 |                                    | Grand-Rue n°21         | Thuin             | 50° 20′ 20″ nord, 4° 17′ 18″ est | 56078-CLT-0004-01   | Maison espagnole (façade), Grand-Rue, n°21 |
| Les Jardins suspendus de Thuin |                                    |                        | Thuin             | 50° 20′ 18″ nord, 4° 17′ 25″ est | 56078-CLT-0006-01   | Les Jardins suspendus de Thuin |
| Orgues de la chapelle des Sœurs de Notre-Dame |                                    |                        | Thuin             | 50° 20′ 20″ nord, 4° 17′ 29″ est | 56078-CLT-0007-01   | Image manquanteTéléverser |
| Orgues de l'église Notre-Dame des Carmes |                                    |                        | Thuin             | 50° 20′ 19″ nord, 4° 17′ 16″ est | 56078-CLT-0008-01   | Image manquanteTéléverser |
| Volume du château de Leers-et-Fosteau ainsi que les façades et les toitures des dépendances (M) et l'ensemble formé par l'édifice et les terrains qui l'entourent (S) |                                    |                        | Leers-et-Fosteau  | 50° 18′ 18″ nord, 4° 15′ 07″ est | 56078-CLT-0010-01   | Volume du château de Leers-et-Fosteau ainsi que les façades et les toitures des dépendances (M) et l'ensemble formé par l'édifice et les terrains qui l'entourent (S) |
| Bois Communal de Gozée |                                    |                        | Gozée             | 50° 21′ 08″ nord, 4° 22′ 14″ est | 56078-CLT-0012-01   | Image manquanteTéléverser |
| Divers bois, prairies et un étang situés à proximité de la ferme abbatiale d'Aulne |                                    |                        | Aulne             | 50° 21′ 44″ nord, 4° 19′ 56″ est | 56078-CLT-0013-01   | Divers bois, prairies et un étang situés à proximité de la ferme abbatiale d'Aulne                                                                                    |
| Terrains sis à proximité de l'abbaye d'Aulne |                                    |                        | Aulne             | 50° 21′ 38″ nord, 4° 20′ 11″ est | 56078-CLT-0014-01   | Image manquanteTéléverser |
| L'église Saint-Martin à Ragnies |                                    |                        | Ragnies           | 50° 18′ 30″ nord, 4° 17′ 03″ est | 56078-CLT-0015-01   | L'église Saint-Martin à Ragnies |
| Chapelle d'Ossogne (M) et alentours (S) |                                    |                        | Ossogne           | 50° 17′ 28″ nord, 4° 20′ 34″ est | 56078-CLT-0016-01   | Image manquanteTéléverser |
| Totalité du presbytère de Ragnies |                                    |                        | Ragnies           | 50° 18′ 31″ nord, 4° 17′ 01″ est | 56078-CLT-0017-01   | Image manquanteTéléverser |
| Galeries, au pied du beffroi, place du Chapitre |                                    | Place du Chapitre      | Thuin             | 50° 20′ 23″ nord, 4° 17′ 12″ est | 56078-CLT-0018-01   | Galeries, au pied du beffroi, place du Chapitre |
| L'église Notre-Dame d'el Vaux, mur de soutènement, trottoir longeant le pignon sud de l'église, venelles pavées, escalier pavé sous le passage voûté du chœur (M) et ensemble formé par cet édifice, le trottoir, les venelles et le square du Moustier (ancien cimetière) (S) |                                    |                        | Thuin             | 50° 20′ 28″ nord, 4° 16′ 54″ est | 56078-CLT-0019-01   | église Notre-Dame d'el Vaux |
| Ensemble formé par les immeubles sis Grand-Rue, n°s 36 et 38 et le parc du Refuge d'Aulne devenu parc de l'Hôtel de Ville (S) |                                    | Grand-Rue n°s 36 et 38 | Thuin             | 50° 20′ 22″ nord, 4° 17′ 18″ est | 56078-CLT-0020-01   | Image manquanteTéléverser |
| Moulin de la Biesmelle |                                    | Rue des Compères       | Thuin             | 50° 17′ 51″ nord, 4° 19′ 54″ est | 56078-CLT-0021-01   | Image manquanteTéléverser |
| Maison (façades et toitures, excepté l'excroissance sous verrière du début du siècle) et habitation bordant la cour à l'ouest, place Albert Ier, n°13 |                                    | Place Albert Ier n°13  | Thuin             | 50° 20′ 22″ nord, 4° 17′ 11″ est | 56078-CLT-0022-01   | Image manquanteTéléverser |
| Menhir dit Le Zeupire, à Gozée, à proximité de la route de Beaumont (M). Etablissement d'une zone de protection (ZP) |                                    | route de Beaumont      | Gozée             | 50° 19′ 45″ nord, 4° 20′ 54″ est | 56078-CLT-0023-01   | Menhir dit Le Zeupire, à Gozée, à proximité de la route de Beaumont (M). Etablissement d'une zone de protection (ZP)                                                  |
| Les deux arches subsistantes du pont des Moines enjambant la Sambre en aval de l'ancienne abbaye d'Aulne, rive droite, rue de Leernes, 13 (à l'exclusion du pavillon édifié sur la plate-forme accessible du pont ainsi que des maçonneries de blocs fermant lesdites arches). |                                    | Rue de Leernes 13      | Thuin             | 50° 22′ 00″ nord, 4° 20′ 11″ est | 56078-CLT-0024-01   | Image manquanteTéléverser |
| Bois du Grand Bon Dieu |                                    |                        |                   | 50° 19′ 54″ nord, 4° 17′ 11″ est | 56078-CLT-0025-01   | Image manquanteTéléverser |
| Certaines parties de l'abbaye d'Aulne ainsi que la ferme abbatiale (M) et ensemble formé par cette abbaye et les terrains environnants (S) |                                    |                        | Aulne             | 50° 21′ 57″ nord, 4° 19′ 53″ est | 56078-CLT-0026-01   | Certaines parties de l'abbaye d'Aulne ainsi que la ferme abbatiale (M) et ensemble formé par cette abbaye et les terrains environnants (S)                            |
| Ferme de la Grande Couture et ses abords |                                    |                        |                   | 50° 17′ 45″ nord, 4° 19′ 31″ est | 56078-CLT-0028-01   | Image manquanteTéléverser |
| Zone du Bois du Prince située à proximité de l'abbaye d'Aulne à Gozée |                                    |                        | Gozée             | 50° 22′ 00″ nord, 4° 20′ 26″ est | 56078-CLT-0029-01   | Image manquanteTéléverser |

Monument de Thuin repris dans la liste du patrimoine immobilier exceptionnel de la Région wallonne.
| Objet                                                                                       | Année de construction / Architecte | Adresse | Section communale | Coordonnées                      | Numéro d’inventaire | Illustration                                                                                |
| ------------------------------------------------------------------------------------------- | ---------------------------------- | ------- | ----------------- | -------------------------------- | ------------------- | ------------------------------------------------------------------------------------------- |
| Le beffroi                                                                                  |                                    |         | Thuin             | 50° 20′ 23″ nord, 4° 17′ 12″ est | 56078-PEX-0001-01   | Le beffroi                                                                                  |
| Les 'Jardins suspendus' de Thuin                                                            |                                    | Thuin   | Thuin             | 50° 20′ 18″ nord, 4° 17′ 25″ est | 56078-PEX-0002-01   | Les 'Jardins suspendus' de Thuin                                                            |
| Le site formé par l'ancienne abbaye d'Aulne et les terrains environnants y compris la ferme |                                    |         | Aulne             | 50° 21′ 51″ nord, 4° 19′ 56″ est | 56078-PEX-0003-01   | Le site formé par l'ancienne abbaye d'Aulne et les terrains environnants y compris la ferme |